# Hosta longipes
Hosta longipes là một loài thực vật có hoa trong họ Măng tây. Loài này được (Franch. & Sav.) Matsum. mô tả khoa học đầu tiên năm 1894.

## Hình ảnh

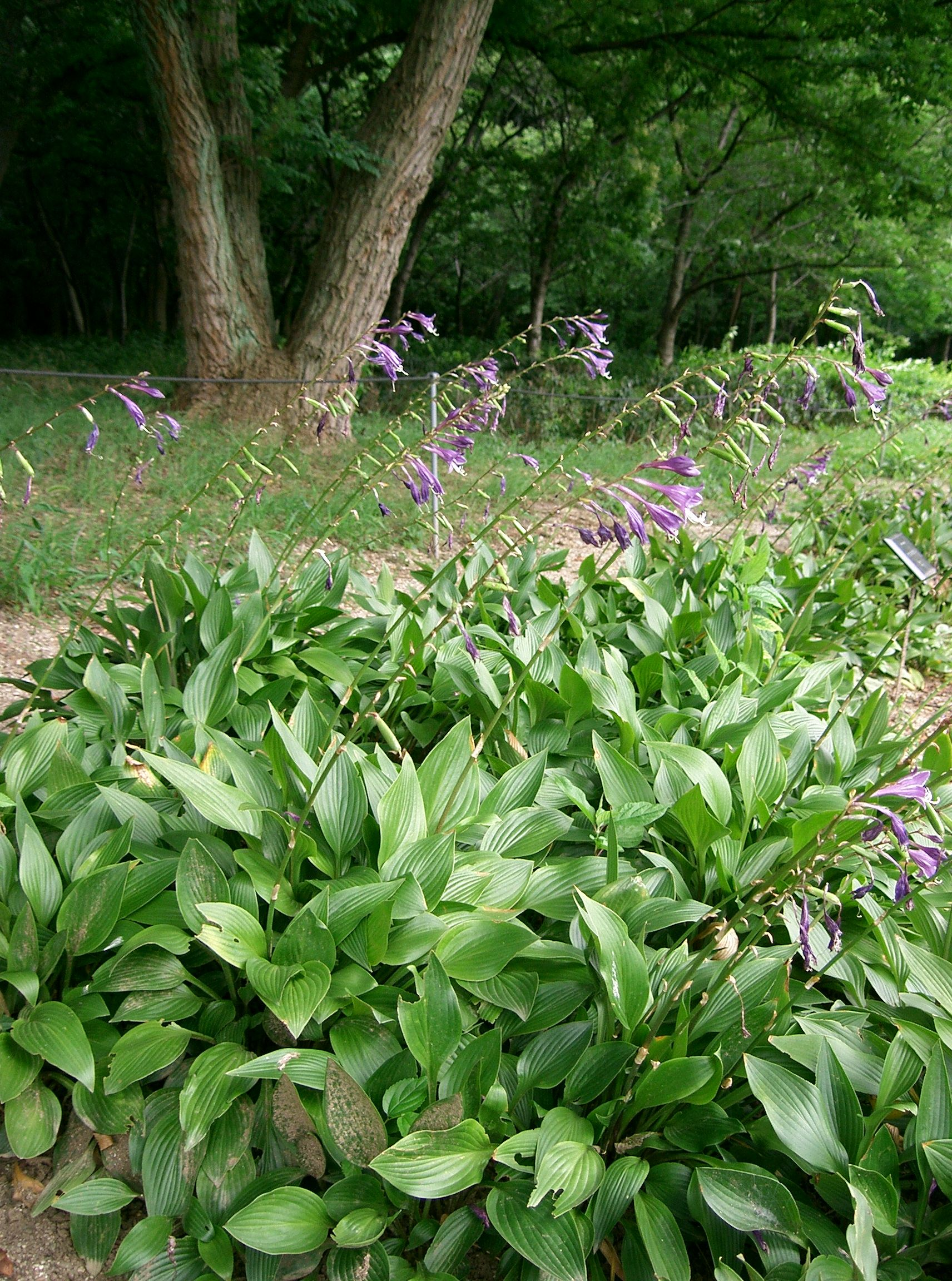
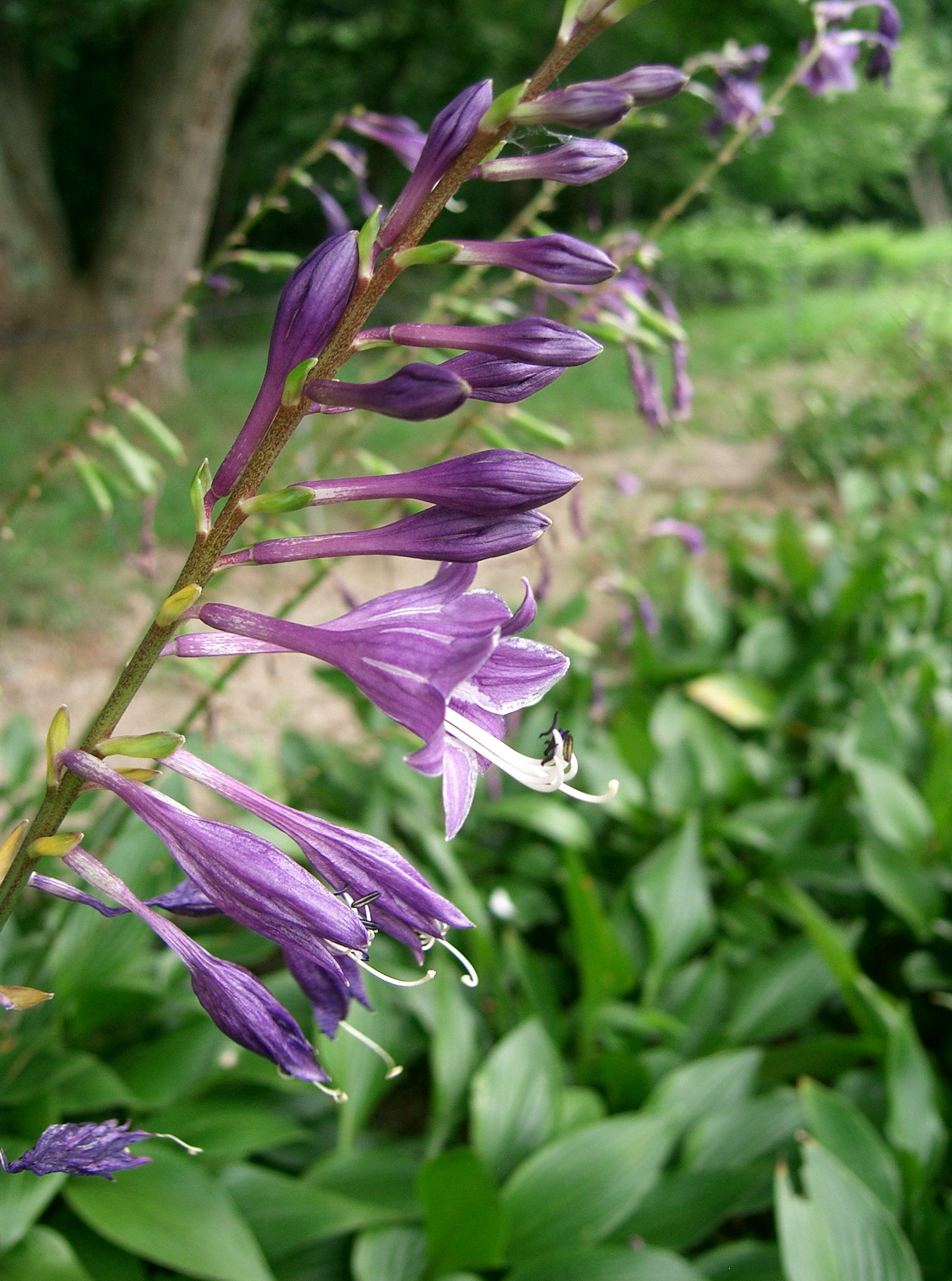